# Draconarius hangzhouensis
Draconarius hangzhouensis är en spindelart som först beskrevs av Chen 1984.  Draconarius hangzhouensis ingår i släktet Draconarius och familjen mörkerspindlar. Inga underarter finns listade i Catalogue of Life.